# Legergroep (Japan)
Een legergroep of een regionaal leger (Japans: 方面軍, hōmengun) was een Japanse militaire eenheid in het Japans Keizerlijk Leger. Een Japanse legergroep bestond uit verschillende legers (軍, gun) of rechtstreeks ondergeschikte divisies en Zelfstandig gemengde brigades. Een legergroep was verantwoordelijk voor militaire operaties in een welbepaalde regio. Een legergroep was ondergeschikt aan een hoofdleger (総軍, sōgun). Het bevel over een Japanse legergroep berustte doorgaans bij een generaal (大将, taishō) of een luitenant-generaal (中将, chūjō). De Japanse legergroepen waren kleiner dan hun westerse tegenhanger en hadden de grootte van een  westers leger. Het militair symbool was HA; 1HA （1e Legergroep, 第1方面軍, 2HA （2e Legergroep, 第2方面軍) enz.

## Legergroepen
|    | Naam                                                              | Actief          | Operatiegebied                 |
| -- | ----------------------------------------------------------------- | --------------- | ------------------------------ |
| 1  | Legergroep Noord-China (北支那方面軍, Kitashina hōmengun)         | 1937-1945       | Noord-China                    |
| 2  | Legergroep Birma (緬甸方面軍, Biruma hōmengun)                    | 1943-1945       | Birma                          |
| 3  | 1e Legergroep (第1方面軍, Dai-ichi hōmengun)                      | 1942-1945       | Mantsjoerije                   |
| 4  | 2e Legergroep (第2方面軍, Daini hōmengun)                         | 1942-1945       | Mantsjoerije                   |
| 5  | 3e Legergroep (第3方面軍, Daisan hōmengun)                        | 1942-1945       | Mantsjoerije                   |
| 6  | 5e Legergroep (第5方面軍, Dai go hōmen gun)                       | 1944-1945       | Japan                          |
| 7  | 6e Legergroep (第6方面軍, Dai roku hōmen gun)                     | 1944-1945       | China                          |
| 8  | 7e Legergroep (第7方面軍, Dai nana hōmen gun)                     | 1944-1945       | Malaya, Singapore, Sumatra     |
| 9  | 8e Legergroep (第8方面軍, Dai hachi hōmen gun)                    | 1942-1945       | Salomonseilanden, Nieuw-Guinea |
| 10 | 10e Legergroep (第10方面軍, Dai jyū hōmen gun)                    | 1944-1945       | Taiwan                         |
| 11 | 11e Legergroep (第11方面軍, Dai jyū ichi hōmen gun)               | 1945-1945       | Japan                          |
| 12 | 12e Legergroep (第12方面軍, Dai jyū ni hōmen gun)                 | 1945-1945       | Japan                          |
| 13 | 13e Legergroep (第13方面軍, Dai jyū san hōmen gun)                | 1945-1945       | Japan                          |
| 14 | 14e Legergroep (第14方面軍, Dai jyū yon hōmen gun)                | 1942-1945       | Filipijnen                     |
| 15 | 15e Legergroep (第15方面軍, Dai jyū go hōmen gun)                 | 1945-1945       | Japan                          |
| 16 | 16e Legergroep (第16方面軍, Dai jyū roku hōmen gun)               | 1945-1945       | Japan                          |
| 17 | 17e Legergroep (第17方面軍, Dai jyū nana hōmen gun)               | 1945-1945       | Korea                          |
| 18 | 18e Legergroep (第18方面軍, Dai jyū hachi hōmen gun)              | 1943-1945       | Thailand                       |
| 19 | Legergroep Noord (北部軍, Hokubu gun)                             | 1940-1945       | Japan                          |
| 20 | Legergroep Oost (東部軍, Tobu gun)                                | 1923-1945       | Japan                          |
| 22 | Legergroep West (西部軍, Seibu gun)                               | 1937-1945       | Japan                          |
| 21 | Legergroep Centrum (中部軍, Chubu gun)                            | 1945-1945       | Japan                          |
| 22 | Japans expeditieleger in Shanghai (上海派遣軍, Shanhai Haken gun) | 1932, 1937-1938 | China                          |
| 23 | Legergroep Centraal-China (中支那方面軍, Naka-Shina hōmen gun)    | 1937-1938       | China                          |
| 24 | Legergroep Zuid-China (南支那方面軍, Minami-Shina hōmen gun)      | 1940-1941       | China                          |